# スカラムーシュ (俳優)
スカラムーシュ（Scaramouche、本名:チベリオ・フィオレッリ、Tiberio Fiorelli、Fiorilliとも。1608年11月9日 - 1694年12月7日）は、イタリア、フランスの喜劇役者。17世紀フランスにおいて、最も有名な喜劇役者の1人であった。彼の演技はモリエールにも影響を与えたと伝えられる。

## 生涯
※その生涯については詳しいことはわからない。
1608年11月9日、ナポリに生まれた。彼の父親は騎兵隊の隊長で、裁判官と揉め事を起こしたとか伝えられているが、本当かどうかわからない。若いころから演劇の才能を見せ、イタリアの演劇界において名前を知られるようになった。1639年にフランスに拠点を移し、こちらでも大人気となった。1648年のフロンドの乱の勃発に合わせて、一時的にフランスを去ったが、乱が収束すると1653年8月に再び自身の率いる「イタリア劇団」とともにフランスへ帰ってきた。プチ・ブルボン劇場をパリでの拠点としており、1658年からはパリに進出してきた新興劇団のモリエール劇団とこの劇場を共同で使用するようになり、モリエールらと親交を深めたという。1660年以降、イタリア劇団とともにパリに定着し、フランスにおいて絶大な人気を維持し続けた。1694年12月7日、パリにて死去。サン・トゥシュタッシュ教会に埋葬された。

## 人物
- パリにおける庇護者は、宰相ジュール・マザランをはじめ、ルイ14世、その母アンヌ・ドートリッシュなど、錚々たる顔ぶれであった。とくに、2歳のルイ14世とのエピソードが伝えられている[2]:

- その演技に関しては伝説的な逸話が数多く残る。当時の役者としては珍しく、しかもかなりの長生きであったが、日ごろの肉体鍛錬を欠かさなかったおかげで、齢80を超えてもなお舞台で相手役のほっぺたを蹴り飛ばすことができた。また、彼自身が率いていたイタリア劇団は、1670年代までは専らイタリア語で公演を行っていたので、当然イタリア語を解さないほとんどのフランス人に内容を理解させ、笑わせるには卓越した動きによる演技力が必要であった。スカラムーシュはその中でも最も優れた役者であって、口を開きもせずに15分間も観客を笑わせ続けたという[3]。

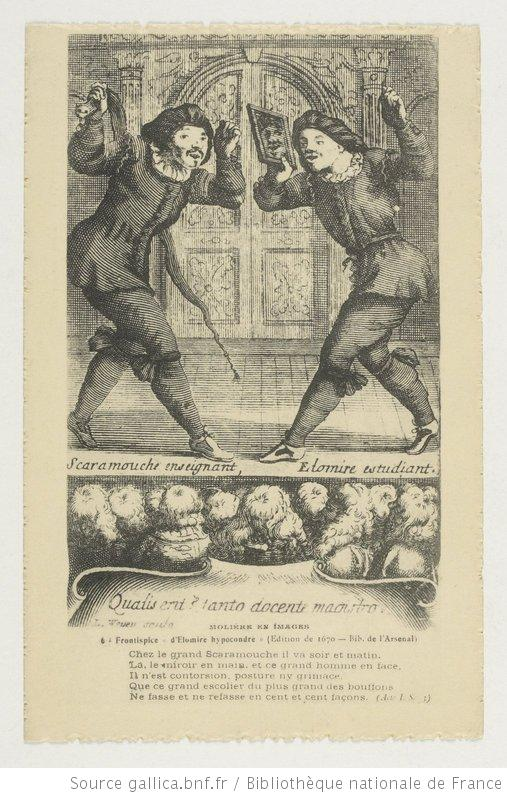
スカラムーシュ(左)の教えを受けるモリエール(右)

- モリエールは、毎日スカラムーシュのもとに通い詰めて、鏡を手に彼の演技を学び、模倣に努めたという。この記述はモリエールを攻撃する目的で、1670年に出版された冊子に見える記述である[4]:

## スカラムーシュについて

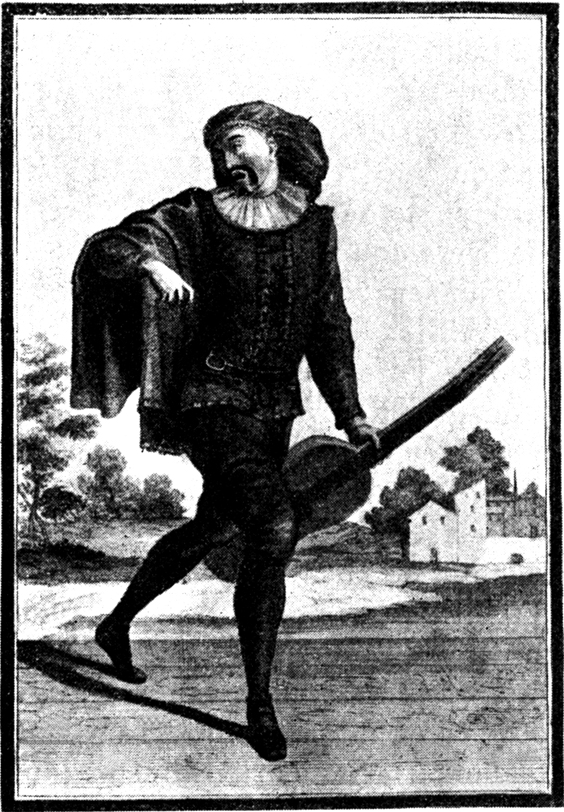
スカラムーシュ

「スカラムーシュ」とはチベリオ・フィオレッリが演じ、得意とした役名である。この役は元々イタリアにおいて「隊長スカラムッチァ(Scaramuccia)」として生まれたものを、フィオレッリが下僕役として進化させてフランスに持ち込み、多大な影響を与えたのである。
彼が演じた「下僕スカラムーシュ」の特徴は、「女と酒好き」ということである。好きと言っても生半可なものではなく「女であれば誰でもいいし、酒であるなら何でも大歓迎」という考えを持つ。本来下僕役だが、プライドは高く、旧家出身であることを自慢し、素寒貧のくせに無限の富を持っているかのような態度をとる。狡猾なところもあり、主人の金をくすねようとしてばれたりもするが、抜け目がないので痛い目を見ることはそれほど多くない。捕まえても、するっと逃げ出してしまう。以上がフィオレッリの考え出したスカラムーシュの特徴だが、外見的な特徴としては黒ずくめの衣装に、大きな頭巾のような帽子、仮面は付けずに顔は白塗りであった。ルイ14世とのエピソードでもわかるように、豊かな顔の動きに自信を持っていたものと思われる。